# 675

675(육백칠십오)는 674보다 크고 676보다 작은 자연수다.

## 수학
- 합성수로, 그 약수는 총 12개다. (1, 3, 5, 9, 15, 25, 27, 45, 75, 135, 225, 675)
  - 675의 진약수의 합은 565이므로, 675는 부족수다.
- 9번째 아킬레스 수다. 앞의 아킬레스 수는 648, 다음은 800이다.
- {\displaystyle 675=25\times 27}
  - 연속하는 두 홀수의 곱으로 나타낼 수 있는 수다. 이 성질을 지닌 앞의 수는 575, 다음 수는 783이다.

## 과학·기술
- NGC 675(독일어판, 프랑스어판): 양자리 방향에 있는 나선은하.
- 675 루드밀라(영어판): 소행성.
- AFP-675(영어판): STS-39(영어판)의 일부를 구성한 우주 왕복선 실험 패키지.

## 교통
- 주간고속도로 제675호선(영어판): 같은 번호의 노선 세 개가 있으나, 서로 관련이 없다.
- 675번 오이타현도(일본어판)

## 군사
- U-675(영어판): 제2차 세계 대전에 사용된 나치 독일의 군용 잠수함.

## 문화유산
- 대한민국의 보물 제675호: 영천 화남리 삼층석탑

## 기타
- 연도: 675년, 기원전 675년